# Corpo de decomposição
Em álgebra abstrata, o corpo de decomposição ou corpo de fatoração de um polinômio P(X) sobre um corpo dado K é uma extensão de corpo L de K sobre o qual P factoriza ("decompõe", daí o nome de corpo de decomposição) em fatores lineares
X − ai,
e tal que ai gera L sobre K. A extensão L é então uma extensão de grau mínimo sobre K na qual P decompõe-se. Isto pode mostrar que tal corpo de decomposição existe, e são únicos salvo isomorfismo; a quantidade de liberdade neste isomorfismo é conhecido como grupo de Galois de P (se assume-se que este é separável).